# Christian Leonard Tenow
Christian Leonard Tenow, född 27 september 1860 i Kila församling, Värmlands län, död 4 februari 1926 i Oscars församling, Stockholm, var en svensk jurist, statlig ämbetsman, djurvän och författare. Hans namn brukar skrivas Christian L., Chr. L. eller som signaturen C.L.T.

## Biografi
Tenow studerade juridik vid Lunds universitet och avlade 1884 kansliexamen, 1885 hovrättsexamen, blev 1886 amanuens i civildepartementet, 1893 revisor i statskontoret och 1899 chef för riksbokslutsbyrån. Han blev 1917 suppleant för ordföranden i riksbanksfullmäktige.
Han var 1902 sekreterare i statsbokföringskommissionen, 1908 ordförande i kommissionen för lantränteriernas indragning, 1909–1910 ledamot av budgetkommissionen samt 1910–1917 ordförande i kommissionen för förenkling av redovisningsväsendet vid marinen. Han verkställde 1911-1912 en statlig utredning angående flottans övningsanslag och lämnade förslag till omorganisation av marinens förvaltning och förslag till inrättandet av ett riksräkenskaps- och revisionsverk. Därefter blev han ordförande i kommissionen för ett sådant verk. Han var 1913 ledamot av flottstationskommissionen, 1913–1917 ordförande i skogsbokföringskommissionen och 1917 av kommissionen för omorganisation av marinförvaltningen. Han blev 1920 generaldirektör och chef för Riksräkenskapsverket.
Han blev 1898 styrelseledamot i livförsäkringsbolaget Balder och dess ordförande 1924. 
Från 1900 var han ordförande i Nordiska samfundet mot plågsamma djurförsök, från 1909 ordförande Svenska djurskyddsföreningens centralförbund. Han var hedersledamot av flera in- och utländska djurskyddsföreningar och innehade ett stort antal in- och utländska djurskyddsmedaljer. Han var medstiftare och hedersledamot av svenska revisorssamfundet, medstiftare och styrelseledamot av Svenska Röda stjärnans förening för vård av hästar i fält 1917 och svensk representant i styrelsen för nordiska djurskyddsunionen 1924.
Han var gift två gånger, först 1887–1919 med författaren Elna Ros (född 1862) och därefter från 1921 med Eva Lokrantz (född 1881).